# Ciclotró

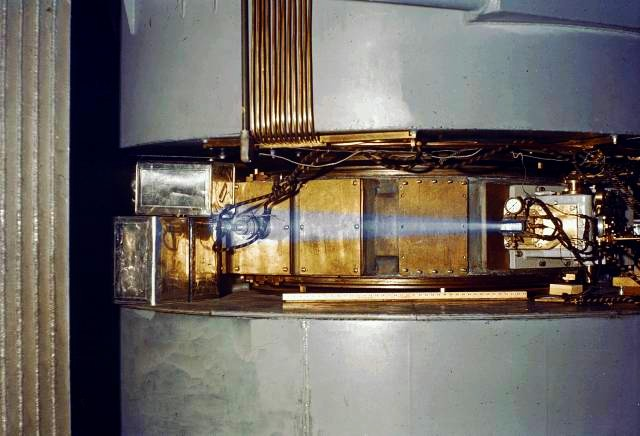
un ciclotró de 1939

En la física de partícules, cíclotro és un equipament en el qual un feix de partícules pateix l'acció d'un camp elèctric amb una freqüència alta i constant i un camp magnètic perpendicular estàtic.
Va ser inventat el 1929 per Ernest Lawrence que el va fer servir en experiments amb partícules com 1 MeV.

## Configuració
Un ciclotró té dos elèctrodes amb la forma d'una "D", que són buits i semicirculars. El seu muntatge és dins una cambra de buit entre els dos pols d'un electroimà. Els protons, deuterons (Nucli d'una àtom de deuteri, constituït per un protó i un neutró), comencen a moure's en l'interior dels elèctrodes en forma de D.

### Acceleració
En l'inici del moviment és injectada una diferència de potencial alternada d'alta freqüència i potència en els elèctrodes la freqüència de ressonància dels quals és propera a la de circulació iònica, produint així salts d'augment de velocitat.Cada vegada que les partícules passen d'un elèctrode a l'altre aquestes adquireixen una trajectòria en forma d'espiral.

## Utilitat
Un ciclotró és un accelerador de partícules de talla petita: de l'ordre de 6 m3. Sol ser utilitzat per la producció d'isòtops radioactius; en particular d'oxigen 15, de carboni 11, de nitrogen 13 i de fluor 18, utilitzats sobretot en medicina. Els isòtops son produïts durant la irradiació d'una diana amb protons accelerats pel ciclotró.
Com a exemple, el fluor 18 permet la fabricació de fluorodesoxiglucosa (FDG), un sucre radioactiu inutilitzable per les cèl·lules, que s'acumula preferentment sobre les zones cancerígenes altament consumidores de glucosa.

## Focalització i correcció de la trajectòria
Degut a la pèrdua de focus cal un sistema de focalització per a forçar el ions a una trajectòria predeterminada evitant d'aquesta manera la pèrdua iònica per espiralament cosa que s'aconsegueix mitjançant una repolarització forçada (amb bobines) a través de la variació radial negativa del camp magnètic que finalment aconseguirà una trajectòria de la partícula estable que no permetrà que aquesta es perdi fora de l'accelerador, ja que la trajectòria pot ser de centenars a milers de metres.

## Augment de massa i l'efecte relativista
La correcció de la trajectòria per a la focalització del feix iònic sumat a l'efecte relativista causa un augment de massa en les partícules (a l'augmentar l'energia) per l'error inflacionari a cada volta es limita l'energia màxima de la partícula.
Per a resoldre el problema de l'error exponencial o inflacionari cal variar la freqüència aplicada als elèctrodes en forma de  D i així alterar la focalització iònica. Per a tal cosa es va desenvolupar el sincrociclotró.

## Freqüència de ciclotró (o de Larmor)
Article principalː Radi de Larmor
Una característica fonamental de la força magnètica que actua sobre una partícula de càrrega {\displaystyle Q} i que es mou dintre un camp magnètic {\displaystyle B}, és que la força és sempre perpendicular a la velocitat de la partícula. ja que és el producte vectorial d'aquestes dues {\displaystyle {\vec {F}}=q({\vec {v}}\times {}{\vec {B}})}. Així doncs, la força magnètica modifica en cada instant la direcció de la velocitat (però no el seu mòdul) fent que la seva trajectòria varii. Esmentar també que el mòdul de la velocitat no varia, no es fa treball sobre la partícula i, per tant, la seva energia cinètica no es veu modificada.
En el cas especial en què la velocitat {\displaystyle v} de la partícula és perpendicular a un camp magnètic uniforme {\displaystyle B}, la partícula descriu una òrbita circular. Això és degut al fet que la força magnètica actua com la força centrípeta necessària per al moviment circular. Podem relacionar el radi de la circumferència r amb el camp magnètic {\displaystyle B} i la velocitat {\displaystyle B} de la partícula tot igualant la força neta al producte de la massa {\displaystyle m} de la partícula per l'acceleració centrípeta {\displaystyle {\frac {v^{2}}{r}}}, d'acord amb la segona llei de Newton. La força neta en aquest cas és {\displaystyle q\cdot {}v\cdot {}B}, on {\displaystyle v} i {\displaystyle B} són perpendiculars. Així la forma de la segona llei de Newton, ens dona:

{\displaystyle F=m\cdot {}a}
Canviam la força per l'expressió de la força magnètica i incloem l'acceleració centrípeta
{\displaystyle q\cdot {}v\cdot {}B=m{\frac {v^{2}}{r}}}
D'aquí s'aïlla el radi, que queda com
{\displaystyle r={\frac {mv}{qB}}}
Per altra banda, podem escriure la velocitat circular com
{\displaystyle v={\frac {2\pi r}{T}}}
I la freqüència com
{\displaystyle \omega ={\frac {2\pi }{T}}}
Així doncs, si combinam aquestes expressions arribam a la forma final de la freqüència de ciclotró
{\displaystyle \omega _{c}={\frac {qB}{m}}}
Podem veure com al final no depèn del radi, un fet que s'aprofita per a observar velocitats molt elevades emprant dispositius experimentals amb radis molt grans.